# Rita Dove
Rita Frances Dove (Akron, Ohio, 28 augustus 1952) is een Amerikaans dichteres, schrijfster en essayiste. In 1987 kreeg ze de Pulitzerprijs voor poëzie. Van 1993 tot 1995 was ze poet laureate van de Verenigde Staten.  In 2011 ontving ze de National Medal of Arts.

## Leven en werk
Rita Dove studeerde van 1973 tot 1977 creatief schrijven aan de Miami-universiteit in Ohio. Van 1977 tot 1981 reisde ze naar verschillende landen, waaronder Ierland, West-Berlijn en Jeruzalem. Van 1981 tot 1989 doceerde ze creatief schrijven aan de Arizona State University. In 1991 werd ze hoogleraar poëzie aan de Universiteit van Virginia, vanaf 1993 met de titel “Commonwealth Professor of English“.
In 1987 ontving Dove de Pulitzerprijs voor poëzie voor haar gedichtenbundel Thomas and Beulah (1986). Ze was poet laureate van de Verenigde Staten van 1993 tot 1995 en van de staat Virginia van 2004 tot 2006. In 2011 ontving ze de National Medal of Arts, de hoogste onderscheiding die een Amerikaanse kunstenaar kan krijgen. Dove schrijft directe, concrete en toegankelijke poëzie. Ze beschrijft vaak schijnbaar triviale gebeurtenissen in het leven van gewone mensen, die voor hen echter van bepalende betekenis zijn en vaak refereren aan of exemplarisch zijn voor hun politieke of historische context.
Dove is getrouwd met de Duitse schrijver Fred Viebahn en samen hebben ze een dochter. In de jaren 1990 was ze regelmatig te zien in de Amerikaanse Sesamstraat, waar ze haar gedichten voor kinderen voorlas.

## Dawn Revisited (fragment)
| Originele Engelse tekst Imagine you wake up with a second chance <...> The whole sky is yours to write on, blown open to a blank page. Come on, shake a leg! You'll never know who's down there, frying those eggs, if you don't get up and see. | Nederlandse vertaling Stel dat je wakker wordt met een tweede kans <...> De hele hemellucht voor jou om op te schrijven, open geblazen, een blanco blad. Kom op, kom in beweging! Je weet maar nooit wie daar beneden is, die eieren bakt, als je niet opstaat en gaat kijken. |

(Uit de bundel On the Bus with Rosa Parks, 1999)

## Bibliografie

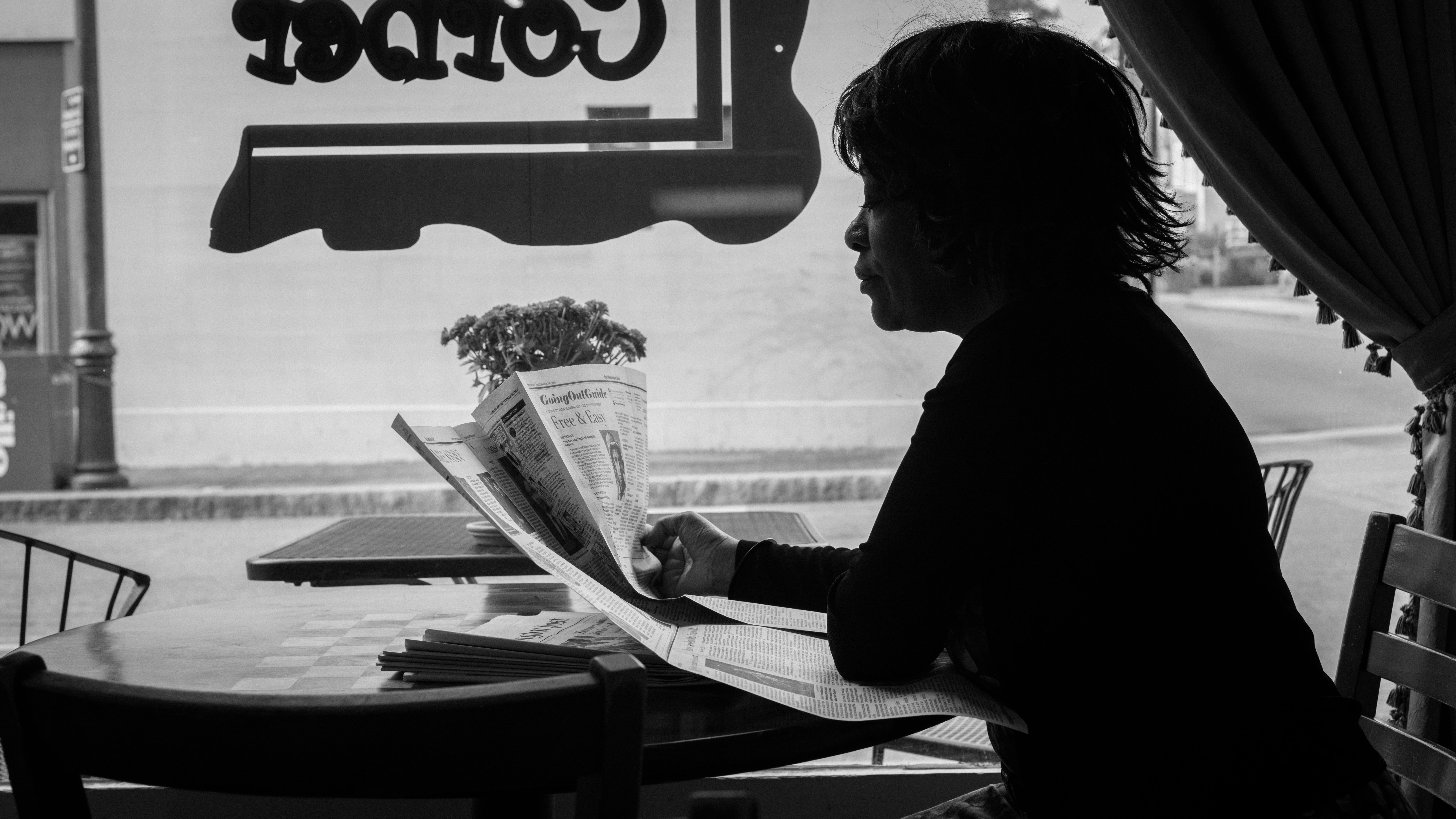
Dove in 2013, met de krant voor een raam